# Eurytion michaelseni
Eurytion michaelseni är en mångfotingart som först beskrevs av Attems C. 1903.  Eurytion michaelseni ingår i släktet Eurytion och familjen storjordkrypare. Inga underarter finns listade i Catalogue of Life.